# Equidad en la salud

Brecha de salud en Inglaterra y Gales, censo de 2011

La equidad en la salud surge del acceso a los determinantes sociales de la salud, específicamente de la riqueza, el poder y el prestigio. Las personas que han sido constantemente privadas de estos tres determinantes tienen una desventaja significativa respecto a las inequidades en la salud, y enfrentan peores efectos en la salud que aquellas que pueden acceder a ciertos recursos. Simplemente proporcionarles a todas las personas los mismos recursos no es equidad; eso sería igualdad. Para lograr la equidad en la salud, los recursos deben distribuirse de acuerdo con el principio de las necesidades de cada persona.
Según la Organización Mundial de la Salud, "La salud es un estado completo de bienestar físico, mental y social, y no solamente la ausencia de afecciones o enfermedades." La calidad de la salud y cómo se distribuye la salud entre el nivel económico y social en una sociedad puede proporcionar conocimientos sobre el nivel de desarrollo dentro de esa sociedad. La salud es un derecho humano fundamental y una necesidad humana, y todos los derechos humanos están interconectados. Por lo tanto, la salud debe abordarse junto con todos los otros derechos humanos fundamentales.
Los Centros de Control y Prevención de Enfermedades (CDC) definen la equidad en la salud como "el estado en el cual todas las personas tienen una oportunidad justa de alcanzar su nivel más alto de salud." Está asociada estrechamente con el movimiento de justicia social y con la buena salud considerada como un derecho humano fundamental. Estas inequidades podrían incluir diferencias en la "presencia de enfermedad, efectos en la salud o acceso a la atención médica" entre poblaciones de distinta raza, grupo étnico, género, orientación sexual, discapacidad o nivel socioeconómico.
Es importante distinguir entre la inequidad y la desigualdad en la salud. Desigualdad en la salud es el término usado en distintos países para referirse a aquellas instancias en las cuales la salud de dos grupos demográficos (no necesariamente grupos étnicos o raciales) es distinta a pesar de tener un acceso similar a servicios de atención médica. Se puede describir en más detalle como diferencias en la salud que son evitables e injustas, y que no pueden ser explicadas por causas naturales, como biología, o diferencias en las decisiones. Por lo tanto, si una población muere más joven que otra debido a diferencias genéticas, un factor que no es remediable ni controlable, tendemos a decir que hay desigualdad en la salud. Por otro lado, si una población tiene una menor expectativa de vida  debido a falta de acceso a medicamentos, la situación sería clasificada como una inequidad en la salud. Estas inequidades podrían incluir diferencias en la "presencia de enfermedad, efectos en la salud o acceso a la atención médica". Aunque es importante reconocer la diferencia entre la equidad y la igualdad en la salud, tener igualdad en la salud es fundamental para alcanzar la equidad en la salud. La importancia del acceso equitativo a la atención médica se ha citado como esencial para alcanzar muchos de los Objetivos de Desarrollo del Milenio.

## Nivel socioeconómico
El nivel socioeconómico es tanto un factor predisponente de la salud como un factor clave subyacente de las inequidades en la salud entre las poblaciones. Un nivel socioeconómico desfavorable tiene la capacidad de limitar profundamente las capacidades de una persona o población, manifestándose a través de deficiencias en el capital financiero y social. Está claro cómo la falta de capital financiero puede comprometer la capacidad de mantener una buena salud. En el Reino Unido, antes del establecimiento de las reformas del Servicio Nacional de Salud (NHS, por sus siglas en inglés) a principios de la década del 2000, se demostró que los ingresos eran un determinante importante del acceso a recursos de atención médica. Debido a que el trabajo o la carrera profesional de una persona es un conducto principal del capital financiero y social, el trabajo es un factor importante, pero subrepresentado, en las investigaciones sobre inequidades en la salud y los esfuerzos de prevención, Hay muchas maneras en que un trabajo puede afectar la salud de una persona, como las exigencias físicas del trabajo, la exposición a peligros, los mecanismos de empleo, la compensación y los beneficios, y la disponibilidad de programas de salud y seguridad. El mantenimiento de buena salud a través del uso de recursos adecuados de atención médica puede ser bastante costoso y, por lo tanto, inasequible para ciertas poblaciones.
En China, por ejemplo, el colapso del Sistema Médico Cooperativo dejó a muchas de las personas de zonas rurales pobres sin seguro y sin acceso a los recursos necesarios para mantener una buena salud. Los aumentos en el costo de los tratamientos médicos hicieron que la atención médica fuera cada vez más inasequible para estas poblaciones. Este problema se perpetuó más con la creciente desigualdad de ingresos en la población china. Las personas pobres en China generalmente no podían ser hospitalizadas cuando lo necesitaban y no completaban los esquemas de tratamiento, lo que causaba efectos en la salud más desfavorables.
Asimismo, en Tanzania, se demostró que las familias más ricas tenían una mayor probabilidad de llevar a sus hijos a un proveedor de atención médica: un paso fundamental hacia una atención médica más sólida. Algunos académicos han notado que la distribución desigual de ingresos, por sí sola, puede ser una causa de peor salud de una sociedad como resultado de "inversión insuficiente en bienes sociales, como la educación y la atención médica públicas; la alteración de la cohesión social y la erosión del capital social".
El rol del nivel socioeconómico en la equidad en la salud se extiende más allá de simples restricciones monetarias en el poder adquisitivo de una persona. De hecho, el capital social tiene un rol significativo en la salud de las personas y sus comunidades. Se ha demostrado que aquellos que están mejor conectados a los recursos proporcionados por las personas y las comunidades a su alrededor (aquellos con mayor capital social) tienen una vida más larga. La segregación de las comunidades basada en los ingresos ocurre en países en todo el mundo y tiene un impacto significativo en la calidad de la salud como resultado de una disminución en el capital social de aquellos atrapados en barrios pobres.
Las intervenciones sociales, que buscan mejorar la atención médica al aumentar los recursos sociales de una comunidad, son, por lo tanto, un componente eficaz de las campañas para mejorar la salud de una comunidad. Un estudio epidemiológico de 1998 mostró que los enfoques de atención médica comunitaria tuvieron un resultado mucho mejor que los enfoques individuales en la prevención de muertes por enfermedades cardiacas.
Las transferencias incondicionales de efectivo para disminuir la pobreza usadas por algunos programas en los países en desarrollo parecen haber causado una disminución en la probabilidad de enfermarse. Esta evidencia puede guiar las asignaciones de recursos para intervenciones eficaces.
Las investigaciones han mostrado que la calidad de la atención médica sí varía entre distintos grupos socioeconómicos. Los niños de familias con un nivel socioeconómico bajo son los más propensos a inequidades en la salud. Equity, Social Determinants and Public Health Programmes (Equidad, determinantes sociales y programas de salud pública) (2010) es un libro editado por Blas y Sivasankara que incluye un capítulo que trata sobre las equidades en la salud entre los niños. Se recolectó información de 100 encuestas internacionales para este capítulo, el cual declara que los niños menores de 5 años de familias pobres tienen probabilidad de enfrentar disparidades en la salud debido a que la calidad de su salud depende de lo que otras personas les proporcionen; los niños pequeños no son capaces de mantener una buena salud por sí solos. Además, estos niños tienen tasas mayores de mortalidad que aquellos de familias más ricas debido a la malnutrición. Debido a su nivel socioeconómico bajo, recibir atención médica puede ser un reto. Los niños de familias pobres tienen menor probabilidad de recibir atención médica en general, y si tienen acceso, es probable que la calidad de esa atención médica no sea suficientemente alta.

### Educación
La educación es un factor importante en la utilización de la atención médica, aunque está estrechamente relacionada con el nivel económico. Una persona podría no ir a un profesional médico ni buscar atención médica si no sabe las consecuencias que no hacerlo puede tener en la salud ni el valor del tratamiento adecuado. En Tayikistán, desde que el país obtuvo su independencia, la probabilidad de dar a luz en casa ha aumentado rápidamente entre las mujeres con niveles de educación más bajos. La educación también tiene un impacto significativo en la calidad de la atención médica prenatal y materna. Las madres con educación primaria consultaron a un médico durante el embarazo a tasas significativamente más bajas (72 %) en comparación con aquellas con educación secundaria (77 %), capacitación técnica (88 %) o educación superior (100 %). También hay evidencia de una correlación entre el nivel socioeconómico y la alfabetización en salud; un estudio mostró que las familias más ricas en Tanzania tenían mayor probabilidad de reconocer una enfermedad en sus hijos que aquellas con antecedentes de ingresos más bajos.
Las inequidades sociales son un obstáculo clave para acceder a recursos educativos relacionados con la salud. Los pacientes en áreas de nivel socioeconómico más bajo tendrán menos acceso a información sobre la salud en general, lo que llevará a menor concientización sobre las distintas enfermedades y los problemas de salud. La educación sobre la salud ha demostrado ser una medida sólida de prevención que puede tomarse para disminuir los niveles de enfermedad y aumentar los niveles de visitas a proveedores de atención médica. La falta de educación sobre la salud puede contribuir a peores efectos en la salud en estas áreas.
Las inequidades educativas también están asociadas estrechamente con las inequidades en la salud. Las personas con niveles de educación más bajos tienen mayor probabilidad de correr mayores riesgos para la salud, como por abuso de sustancias, obesidad y lesiones, tanto intencionales como no intencionales. La educación también está asociada a un mayor entendimiento de la información y los servicios de salud, el cual es necesario para tomar las decisiones correctas respecto a la salud, y también está asociada a una vida más larga. Se ha observado que las personas con notas altas muestran niveles altos de comportamientos que protegen la salud, y niveles más bajos de comportamientos de salud riesgosos, en comparación con sus homólogos con niveles académicos más bajos. Factores como una mala alimentación, falta de actividad física, abuso físico y emocional y embarazo en la adolescencia tienen un impacto significativo en el desempeño académico de los estudiantes, y estos factores tienden a manifestarse más frecuentemente en personas con ingresos más bajos.

## Disparidades espaciales en la salud
Para algunas poblaciones, el acceso a la atención médica y los recursos de salud está físicamente limitado, lo que causa inequidades en la salud. Por ejemplo, es posible que una persona físicamente no pueda viajar las distancias necesarias para llegar a servicios de atención médica, o las distancias largas podrían hacer que buscar cuidados regularmente sea poco atractivo a pesar de los beneficios potenciales.
En el 2019, el Gobierno federal identificó a casi el 80 % de las áreas rurales de los Estados Unidos como "médicamente subatendidas", con falta de centros de enfermería especializada, así como de unidades de rehabilitación, siquiátricas y de cuidados intensivos. En áreas rurales, hay aproximadamente 68 médicos de atención primaria por cada 100 000 personas, mientras que hay 84 médicos por cada 100 000 personas en centros urbanos. Según la National Rural Health Association (Asociación Nacional de Salud Rural), casi el 10 % de los condados rurales no tenía médicos en el 2017. Las comunidades rurales enfrentan expectativas de vida más bajas y mayores tasas de diabetes, enfermedades crónicas y obesidad.

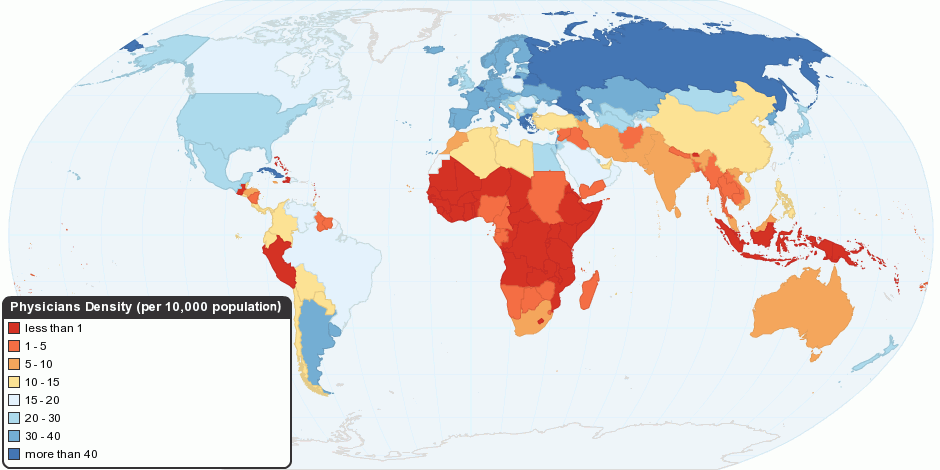
Concentraciones globales de recursos de salud, representadas por el número de médicos por cada 100.000 personas, por país.

Costa Rica, por ejemplo, tiene inequidades espaciales en la salud demostrables, con entre el 12 % y el 14 % de la población viviendo en áreas donde la atención médica es inaccesible. La inequidad ha disminuido en algunas áreas de la nación como resultado del trabajo de programas de reforma de la atención médica, sin embargo, las regiones a las que no sirven estos programas han presentado un pequeño aumento en la inequidad.
China tuvo una disminución grave de equidad espacial en la salud después de la revolución económica china en la década de 1980 a causa de la degradación del Sistema Médico Cooperativo (CMS, por sus siglas en inglés). El CMS proporcionó una infraestructura para llevar atención médica a lugares rurales, además de un marco para proporcionar financiación con base en contribuciones comunitarias y subsidios del Gobierno. En su ausencia, hubo una disminución significativa en la cantidad de profesionales de atención médica (35.9 %), así como de centros médicos en funcionamiento (del 71 % al 55 % de aldeas en 14 años) en áreas rurales, lo que causó inequidad en la atención médica de las poblaciones rurales. La pobreza significativa que sufren los trabajadores rurales (algunos ganan menos de 1 dólar al día) limita aún más el acceso a la atención médica y causa malnutrición y mala higiene general, sumado a la pérdida de recursos de atención médica. La pérdida del CMS ha tenido un impacto notable en la expectativa de vida, y las regiones rurales, como las áreas de China Occidental, tienen expectativas de vida significativamente más bajas.
Asimismo, las poblaciones en áreas rurales de Tayikistán presentan inequidades espaciales en la salud. Un estudio hecho por Jane Falkingham indicó que el acceso físico a la atención médica era uno de los factores principales que influía en la calidad de la atención médica materna. Además, muchas mujeres en áreas rurales del país no tenían un acceso adecuado a recursos de atención médica, lo que causaba un cuidado materno y neonatal deficiente. Estas mujeres en áreas rurales, por ejemplo, tenían una mayor probabilidad de dar a luz en sus hogares sin supervisión médica.

## Disparidades étnicas y raciales
Junto con el factor socioeconómico de las disparidades en la salud, la raza es otro factor clave. Los Estados Unidos históricamente tuvieron grandes disparidades en la salud y en el acceso a atención médica adecuada entre razas, y la evidencia actual respalda la noción de que estas disparidades centradas en la raza continúan existiendo y son un problema de salud social significativo. Estas disparidades en el acceso a atención médica adecuada incluyen diferencias en la calidad de la atención con base en la raza y en la cobertura del seguro médico general con base en la raza. Un estudio del 2022 en la revista Journal of the American Medical Association identifica a la raza como un determinante significativo del nivel de calidad de la atención médica, con personas de raza negra que reciben una atención de menor calidad que la de sus homólogas de raza blanca. Esto es en parte a que miembros de minorías étnicas, como los afroamericanos, tienen ingresos bajos o viven por debajo de la línea de pobreza. En datos del 2007 de la Oficina del Censo, las familias afroamericanas ganaban en promedio $33 916, mientras que las familias de raza blanca ganaban en promedio $54 920. Debido a la falta de atención médica económica, la tasa de mortalidad de las personas afroamericanas revela que tienen una tasa más alta de muertes por causas tratables o prevenibles. Según un estudio realizado en el 2005 por la Oficina de Salud de las Minorías (del Departamento de Salud de los Estados Unidos) los hombres afroamericanos tenían un 30 % más de probabilidad que los hombres de raza blanca de morir de una enfermedad cardiaca. Además, las mujeres afroamericanas tenían un 34 % más de probabilidad de morir de cáncer de mama que sus homólogas de raza blanca. Asimismo, entre los bebés afroamericanos y latinos, las tasas de mortalidad son entre 2 y 3 veces más altas que las de otros grupos raciales. Un análisis de más de 2 millones de embarazos descubrió que los bebés nacidos de mujeres de raza negra en todo el mundo tenían resultados peores (como muerte del bebé y muerte fetal) en comparación con los de las mujeres de raza blanca. Esto era cierto incluso después de tener en cuenta las edades mayores y un nivel más bajo de educación entre las madres (un indicador de un nivel económico y social más desfavorable). En el mismo análisis, las mujeres hispanas tenían una probabilidad 3 veces mayor de sufrir la muerte de un bebé que las mujeres de raza blanca, y las mujeres sudasiáticas tenían un mayor riesgo de que su bebé naciera prematuro o con bajo peso al nacer en comparación con las mujeres de raza blanca.
Estas disparidades también afectan de forma prevalente a las comunidades indígenas. A medida que los miembros de las comunidades indígenas se han adaptado a los estilos de vida occidentales, se han vuelto más propensas a tener ciertas enfermedades crónicas.
También hay disparidades raciales significativas en el acceso a la cobertura de seguro; las minorías étnicas generalmente tienen menos cobertura de seguro que las minorías no étnicas. Por ejemplo, las personas hispanoamericanas tienden a tener menos cobertura de seguro que las personas de raza blanca en los Estados Unidos, y como resultado reciben atención médica de forma menos regular. El nivel de cubrimiento del seguro está directamente relacionado con el acceso a la atención médica, incluso la atención preventiva y ambulatoria. Un estudio del 2010 sobre las disparidades raciales y étnicas en la salud hecho por la  Academia Nacional de Medicina ha mostrado que las disparidades mencionadas no pueden solo deberse a características demográficas como tener o no seguro médico, ingresos del hogar, educación, edad, ubicación geográfica y calidad de las condiciones de vivienda. Incluso cuando los investigadores eliminaron estos factores, las disparidades persistieron. La esclavitud ha contribuido a los efectos dispares en la salud para generaciones de afroamericanos en los Estados Unidos.
Las inequidades étnicas en la salud también aparecen en los países del continente africano. La OMS publicó una encuesta en el 2000 sobre la mortalidad infantil en grandes grupos étnicos de 11 naciones africanas (República Centroafricana, Costa de Marfil, Ghana, Kenia, Malí, Namibia, Ruanda, Senegal, Uganda y Zambia). El estudio describía la presencia de paridades significativas en las tasas de mortalidad infantil entre los niños menores de 5 años, además de en la educación y el uso de vacunas. En Sudáfrica, el legado de la segregación racial todavía se manifiesta como acceso diferencial a servicios sociales, incluso la atención médica con base en la raza y la clase social, y las inequidades en la salud resultantes. Además, la evidencia indica que hay una indiferencia sistemática hacia las poblaciones indígenas en distintos países. A los pigmeos del Congo, por ejemplo, se los excluye de los programas de salud gubernamentales, se los discrimina durante campañas de salud pública y reciben peor atención médica en general.
En una encuesta de 1995 de cinco países europeos (Suecia, Suiza, el Reino Unido, Italia y Francia), se halló que solo Suecia proporcionaba acceso a traductores para el 100 % de las personas que lo necesitaban, mientras que otros países no tenían este servicio, lo que potencialmente afectaba la atención médica para las poblaciones no nativas. Dado que las personas no nativas componían una sección considerable de estas naciones (6 %, 17 %, 3 %, 1 % y 6 %, respectivamente), esto podría tener efectos negativos importantes en la equidad en la salud de la nación. En Francia, un estudio más antiguo indicó diferencias significativas en el acceso a la atención médica entre las poblaciones francesas nativas y las poblaciones no francesas o inmigrantes con base en los gastos relacionados con la salud; sin embargo, esto no era totalmente independiente de las condiciones económicas y laborales más desfavorables que tienen estas poblaciones.
Un estudio de 1996 sobre la inequidad en la salud basada en la raza en Australia reveló que los indígenas presentaban mayores tasas de mortalidad que las poblaciones no indígenas. Las poblaciones indígenas presentaban una mortalidad 10 veces más alta entre las edades 30-40; una tasa de mortalidad infantil 2.5 veces más alta y una tasa de mortalidad ajustada por edad 3 veces más alta. Las tasas de enfermedades diarreicas y tuberculosis también son significativamente mayores en esta población (16 y 15 veces más altas, respectivamente), lo que es indicativo de la atención médica deficiente de este grupo étnico. En esta época, las paridades en la esperanza de vida al nacer entre las poblaciones indígenas y no indígenas eran más altas en Australia cuando se comparó con los EE. UU., Canadá y Nueva Zelandia. En Sudamérica, las poblaciones indígenas enfrentaban efectos en la salud similarmente desfavorables, con tasas de mortalidad materna e infantil que eran significativamente mayores (entre 3 y 4 veces más altas) que el promedio nacional. El mismo patrón de atención médica deficiente para indígenas continúa en India, donde los grupos indígenas presentaban mayores tasas de mortalidad en la mayoría de las etapas de la vida, incluso cuando se eliminaban los efectos ambientales.
Debido a las inequidades sistémicas sociales y en la salud, las personas de grupos raciales y étnicos minoritarios en los Estados Unidos se ven afectadas de manera desproporcionada por el COVID-19.
El 5 de febrero del 2021, el director general de la Organización Mundial de la Salud (OMS), Tedros Adhanom Ghebreyesus, notó respecto a la inequidad global en el acceso a las vacunas contra el COVID-19, que casi 130 países todavía no habían administrado una dosis. A principios de abril del 2021, la OMS notificó que el 87 % de las vacunas existentes se había distribuido a los países más ricos, y solo el 0.2 % se había distribuido a los países más pobres. Como resultado, un cuarto de las poblaciones de esos países ricos ya se había vacunado, mientras que solo 1 de cada 500 residentes de los países pobres se había vacunado.

## Disparidades en la salud de las personal LGBT
La sexualidad es una base de discriminación e inequidad en la salud en todo el mundo. Las poblaciones homosexuales, bisexuales, transgénero y de género variante alrededor del mundo tienen diversos problemas de salud relacionados con su sexualidad e identidad de género, algunos de las cuales se complican más por falta de investigación.
A pesar de los avances recientes, las poblaciones LGBT en China, India y Chile continúan enfrentando discriminación y barreras significativas para la atención médica. La Organización Mundial de la Salud (OMS) reconoce que no hay suficientes datos de investigación sobre los efectos de la discriminación hacia los pacientes LGBT en las tasas de morbilidad y mortalidad. Además, estudios epidemiológicos retrospectivos de las poblaciones LGBT son difíciles de llevar a cabo debido a que la orientación sexual no se indica en los certificados de defunción. La OMS ha propuesto que se necesitan más investigaciones sobre la población de pacientes LGBT para entender mejor sus necesidades de salud únicas y sus barreras para el acceso de la atención médica.
Reconociendo la necesidad de investigaciones sobre la atención médica de personas LGBT, en octubre del 2016, el director del Instituto Nacional de Salud de las Minorías y Disparidades en la Salud (NIMHD, por sus siglas en inglés) en el Departamento de Salud y Servicios Humanos de los EE. UU. designó a las personas de minorías sexuales y de género (SGM, por sus siglas en inglés) como una población con disparidad en la salud para las investigaciones de los Institutos Nacionales de la Salud (NIH). A efectos de esta designación, el director define SGM como "compuestas por las poblaciones lesbianas, gais, bisexuales y transgénero, además de aquellas cuya orientación sexual, identidad y expresiones de género o aparato reproductor varía de las normas tradicionales, sociales, culturales o fisiológicas". Esta designación ha priorizado la investigación sobre el alcance, la causa y las posibles mitigaciones de las disparidades en la salud entre las poblaciones SGM dentro de la más amplia comunidad LGBT.
Aunque muchos aspectos de las disparidades en la salud de las personas LGTB hasta ahora no se han investigado, en este momento, se sabe que una de las formas principales de discriminación en la atención médica que las personas LGBT enfrentan es la discriminación por parte de los trabajadores de la salud o de las mismas instituciones. Una revisión literaria sistemática de las publicaciones en inglés y portugués entre el 2004 y el 2014 demuestra dificultades significativas para acceder a la atención médica, seguido por discriminación y homofobia de los profesionales de atención médica. Esta discriminación puede darse mediante abuso verbal, conducta irrespetuosa, negar atención médica, retención de información de salud, tratamiento inadecuado y violencia directa. En un estudio que analizó la calidad de la atención médica para los hombres de Sudáfrica que tienen relaciones sexuales con hombres (HSH), los investigadores entrevistaron a un cohorte de personas respecto a sus vivencias de salud y hallaron que los HSH que se identificaban como homosexuales sentían que su acceso a la atención médica era limitado debido a una incapacidad de encontrar centros médicos que emplearan a trabajadores de la salud que no discriminaran con base en su sexualidad. También notificaron haber enfrentado "acoso verbal homofóbico por parte de trabajadores de la salud cuando se presentaron para recibir tratamiento contra las ITS". Además, los HSH que no se sintieron cómodos revelando su actividad sexual a los trabajadores de la salud no se identificaron como homosexuales, lo cual limitó la calidad del tratamiento que recibieron.
Además, los miembros de la comunidad LGBT lidian con disparidades en la atención médica debido, en parte, a la falta de capacitación y concientización de los proveedores sobre las necesidades de atención médica de la población. Las personas transgénero creen que es más importante proporcionarles información sobre la identidad de género (IG) que la orientación sexual (OS) a los proveedores para ayudarlos a informarse sobre una mejor atención médica y un tratamiento seguro para estos pacientes. Los estudios respecto a las comunicaciones entre pacientes y proveedores en la comunidad de pacientes LGBT demuestran que los proveedores mismos notifican una falta significativa de concientización respecto a los problemas de salud que enfrentan los pacientes LGBT. Como un componente de este hecho, las facultades de medicina no se enfocan demasiado en los problemas de salud de las personas LGBT en su plan de estudios; los temas relacionados con la comunidad LGBT que se conversan suelen limitarse al VIH/sida, la orientación sexual y la identidad de género.
Entre las personas que se identifican como LGBT, las personas transgénero enfrentan barreras especialmente significativas para el tratamiento. Muchos países todavía no tienen un reconocimiento legal de las personas transgénero o de género no binario, lo que causa que se los coloque en las salas de hospital que no corresponden a su identidad de género y que enfrenten discriminación médica. Diecisiete estados europeos exigen la esterilización de personas que buscan reconocimiento de una identidad de género distinta a la asignada al nacer. Además de muchas de las mismas barreras que el resto de la comunidad LGBT, un boletín de la OMS indica que a nivel global, las personas transgénero generalmente también enfrentan una mayor carga de enfermedad. Una encuesta del 2010 de personas transgénero y de género variante en los Estados Unidos reveló que las personas transgénero enfrentaban un nivel significativo de discriminación. La encuesta indicó que el 19 % de las personas sufrieron la negación de atención médica por parte de un trabajador de la salud debido a su género, el 28 % sufrió acoso de un trabajador de la salud, el 2 % sufrió violencia y el 50 % vio a un médico que no pudo proporcionar atención apta para personas transgénero o no estaba capacitado para hacerlo. En Kuwait, ha habido informes de personas transgénero reportadas a las autoridades legales por parte de profesionales médicos, lo cual previene el acceso seguro a la atención. Una versión actualizada de la encuesta de los EE. UU. del 2015 mostró muy poco cambio en cuanto a vivencias de atención médica de las personas transgénero y de género variante. La encuesta actualizada reveló que el 23 % de las personas notificó no buscar atención médica necesaria por miedo a discriminación y el 33 % de las personas que fueron a ver a un médico dentro del primer año de hacer la encuesta notificaron encuentros negativos con profesionales médicos relacionados con su situación de ser personas transgénero.
La estigmatización representada particularmente en la población transgénero crea una disparidad en la salud para las personas LGBT respecto a la salud mental. La comunidad LGBT tiene un mayor riesgo de angustia sicosocial, complicaciones de salud mental, tendencias suicidas, falta de hogar y abuso de sustancias, generalmente complicado por una subutilización de los servicios basada en el acceso a servicios de salud o el miedo a recibirlos. Se ha descubierto que las personas transgénero y de género variante presentan tasas más altas de disparidades en la salud mental que las personas LGB. Según la encuesta sobre personas transgénero del 2015 de los EE. UU., por ejemplo, el 39 % de los participantes notificaron angustia sicológica grave, en comparación con el 5 % de la población en general.
Estos datos de salud mental son fundamentados por antecedentes de sesgos anti-LGBT en la atención médica. El Manual diagnóstico y estadístico de los trastornos mentales (DSM, por sus siglas en inglés) incluyó la homosexualidad como un trastorno hasta 1973; la condición de ser transgénero estuvo incluida como un trastorno hasta el 2012. Esto se modificó en el 2013 con la quinta edición del manual, DSM-5, cuando "trastorno de identidad de género" se remplazó por "disforia de género", al reflejar que simplemente identificarse como transgénero no es en sí patológico y que el diagnóstico es, en su lugar, para la angustia que una persona transgénero puede presentar como resultado de la discordancia entre el género asignado y la identidad de género.
Los problemas respecto a la salud de las personas LGBT han recibido niveles desproporcionalmente bajos de investigación médica, lo que causa dificultades para evaluar las estrategias adecuadas para el tratamiento de estas personas. Por ejemplo, una revisión de literatura médica sobre pacientes LGBT reveló que hay brechas significativas en el entendimiento médico del cáncer de cuello uterino en las personas lesbianas y bisexuales; no está claro si la prevalencia en esta comunidad es el resultado de probabilidad u otra causa prevenible. Por ejemplo, las personas LGBT notificaron vivencias de atención médica para el cáncer más deficientes. Se asume incorrectamente que las mujeres LGBT tienen una menor incidencia de cáncer de cuello uterino que sus homólogas heterosexuales, lo que causa tasas más bajas de pruebas de detección.  Estos hallazgos demuestran la necesidad de una investigación continua enfocada en las circunstancias y necesidades de las personas LGBT y la inclusión en marcos de políticas de orientación sexual y de identidad de género como determinantes sociales de la salud.
Una revisión de junio del 2017 patrocinada por la Comisión Europea como parte de un proyecto mayor para identificar y disminuir las inequidades en la salud, halló que las personas LGB tenían un mayor riesgo de presentar ciertos tipos de cáncer y que las personas LGBTI tenían un mayor riesgo de presentar enfermedad mental, y que estos riesgos no se abordaban de forma adecuada. Las causas de inequidades en la salud eran, según la revisión, "i) normas culturales y sociales que le dan preferencia a la heterosexualidad y la priorizan; ii) estrés de las minorías relacionado con la orientación sexual, identidad de género y características sexuales; iii) victimización; iv) discriminación (individual e institucional) y; v) estigma".

## El sexo y el género en la equidad de la salud

### El sexo y el género en la medicina
Tanto el género como el sexo son factores significativos que influyen a la salud. El sexo se caracteriza por diferencias biológicas femeninas y masculinas respecto a la expresión genética, la concentración hormonal y las características anatómicas. El género es una expresión de comportamiento y elecciones de estilo de vida. El sexo y el género interactúan entre sí, y las diferencias entre los dos géneros influyen en la manifestación de enfermedades y los enfoques de atención médica relacionados. Entender cómo la interacción del sexo y el género contribuye a la disparidad en el contexto de la salud les permite a los proveedores garantizar resultados de calidad para los pacientes. A esta interacción la complica la dificultad de distinguir entre el sexo y el género dada su naturaleza entrelazada; el sexo modifica al género, y el género puede modificar al sexo, lo que impacta la salud.  El sexo y el género pueden ser considerados como fuentes de disparidades en la salud; ambos contribuyen a la propensión de los hombres y las mujeres a varias afecciones, como la enfermedad cardiovascular y los trastornos inmunitarios.

### Disparidades de salud en la población masculina
Tanto el género como el sexo son componentes de disparidades en la salud de la población masculina. En regiones no occidentales, los hombres por lo general tienen una ventaja de salud en comparación con las mujeres debido a la discriminación de género, la cual se demuestra por los infanticidios, matrimonios a una edad temprana y abuso doméstico de las mujeres. En la mayoría de las regiones del mundo, la tasa de mortalidad es más alta para los hombres adultos que para las mujeres adultas; por ejemplo, los hombres adultos presentan enfermedades que pueden causar la muerte con mayor frecuencia que las mujeres. Las causas principales de las tasas de mortalidad más alta en hombres son accidentes, lesiones, violencia y enfermedades cardiovasculares. En distintos países, los hombres también enfrentan un mayor riesgo de mortalidad a causa de comportamientos y una mayor predisposición a la violencia.
Los médicos suelen ofrecerles procedimientos invasivos a los hombres mucho más frecuentemente que a las mujeres. Además, los hombres tienen mayor probabilidad de fumar que las mujeres y presentan complicaciones de salud relacionadas con el tabaquismo más adelante como consecuencia; esta tendencia también se observa con otras sustancias, como marihuana en Jamaica, donde la tasa de consumo es entre 2 y 3 veces más alta para los hombres que las mujeres. Los hombres también tienen mayor probabilidad de presentar afecciones crónicas graves y una expectativa de vida más baja que las mujeres en los Estados Unidos.

### Disparidades en la salud de la población femenina
El género y el sexo también son componentes de disparidades en la salud de la población femenina. El Informe sobre el desarrollo mundial (WDR, por sus siglas en inglés) del 2012 indicó que las mujeres en naciones en desarrollo presentan tasas de mortalidad más altas que las de los hombres en estas naciones. Además, las mujeres en los países en desarrollo tienen un riesgo mucho mayor de muerte materna que las mujeres en países desarrollados. El riesgo más alto de muerte durante el parto es 1 de cada 6 mujeres en Afganistán y Sierra Leona, en comparación con casi 1 de cada 30 000 mujeres en Suecia, una disparidad que es mucho mayor que la de mortalidad neonatal o mortalidad infantil.
Mientras que las mujeres en los Estados Unidos suelen vivir más que los hombres, generalmente tienen un nivel socioeconómico (SSE) más bajo y, por lo tanto, tienen más barreras para acceder a la atención médica. Tener un SSE más bajo también suele aumentar las presiones sociales, lo que puede causar tasas más altas de depresión y estrés crónico y, a la vez, impactar la salud de forma negativa. Las mujeres también tienen mayor probabilidad de sufrir violencia sexual o en la pareja íntima que los hombres, tanto en los Estados Unidos como en el mundo. En Europa, las mujeres que crecieron en la pobreza tienen mayor probabilidad de tener menos fuerza muscular y más discapacidad en la vejez. Las mujeres tienen mejor acceso a la atención médica en los Estados Unidos en comparación con muchos otros lugares del mundo. En un estudio de la población realizado en Harlem, Nueva York, el 86 % de las mujeres notificaron tener seguro médico privado o subsidiado por el Gobierno, mientras que solo el 74 % de los hombres notificaron tener seguro médico. Esta tendencia representa la población general de los Estados Unidos. Por otro lado, el acceso de una mujer a la atención médica en las comunidades rurales se ha vuelto preocupante. El acceso a la atención obstétrica y materna ha disminuido en las comunidades rurales debido al aumento de cierres de hospitales y de centros de parto que han aumentado la carga de las familias que viven en estas zonas. Las cargas que enfrentan las mujeres en estas comunidades rurales incluyen carga económicas de viaje para recibir la atención adecuada. Millones de personas que viven en áreas rurales en los Estados Unidos tienen mayor riesgo de tener un menor acceso a establecimientos de atención médica materna si la comunidad es de bajos ingresos. Estas mujeres tienen mayor riesgo de presentar efectos en la salud materna adversos, como riesgo de depresión posparto, dar a luz fuera del hospital y, en casos extremos, morbilidad y mortalidad materna.
Además, los médicos suelen tratar el dolor de las mujeres con menos seriedad y suele ignorarse al comienzo en comparación con el trato dado a las quejas de dolor de los hombres. Históricamente, las mujeres no han sido incluidas en el diseño o la práctica de estudios clínicos, lo que ha retrasado el entendimiento de las reacciones de las mujeres a medicamentos y ha creado una brecha de investigación. Esto ha llevado a eventos adversos  entre las mujeres después de la aprobación de medicamentos, lo que ha causado que varios medicamentos se saquen del mercado. Sin embargo, la industria de investigaciones clínicas es consciente del problema y ha hecho avances para corregirlo.

### Factores culturales
Las disparidades en la salud también se deben en parte a factores culturales que incluyen prácticas basadas no solo en el sexo, sino también en la situación con respecto al género. Por ejemplo, en China, las disparidades en la salud han distinguido los tratamientos médicos de los hombres y los de las mujeres debido al fenómeno cultural de preferir niños varones. Recientemente, las disparidades basadas en el género han disminuido ya que las mujeres han comenzado a recibir atención médica de mayor calidad. Además, las probabilidades de supervivencia de las niñas son afectadas por la presencia de un hermano varón; aunque las niñas tienen las mismas probabilidades de supervivencia que los niños si son la niña mayor, tienen una mayor probabilidad de ser abortadas o morir jóvenes si tienen una hermana mayor.
En India, las inequidades en la salud basadas en el género son aparentes en la primera infancia. Muchas familias les proporcionan mejor nutrición a los niños para maximizar su productividad en el futuro, dado que los niños generalmente son vistos como los sustentadores de la familia. Además, los niños reciben mejor atención médica que las niñas y son hospitalizados en tasas más altas. La magnitud de estas disparidades aumenta con el nivel de pobreza en una población.
Además, se sabe que la práctica cultural de mutilación genital femenina (MGF) impacta a la salud de las mujeres, aunque es difícil saber el alcance a nivel mundial de esta práctica. Aunque generalmente se considera una práctica del África subsahariana, podría también tener su origen en el Oriente Medio. Los aproximadamente 3 millones de niñas que están sujetas a la MGF cada año potencialmente sufren efectos negativos inmediatos y de por vida. Inmediatamente después de la MGF, las niñas generalmente presentan sangrado excesivo y retención de orina. Los efectos a largo plazo incluyen infecciones urinarias, vaginosis bacteriana, dolor durante las relaciones sexuales y dificultades durante el parto que incluyen parto prolongado, desgarros vaginales y sangrado excesivo. Las mujeres que tuvieron MGF también tienen mayores tasas de trastorno por estrés postraumático (TEPT) e infección por el virus del herpes simple de tipo 2 (VHS-2) que las mujeres que no lo tuvieron.

## Inequidad en la salud e influencia ambiental
Las poblaciones minoritarias han aumentado su exposición a los peligros ambientales que incluyen falta de recursos en los vecindarios, factores estructurales y comunitarios, además de segregación residencial que causa un ciclo de enfermedad y estrés. El ambiente que nos rodea puede influenciar los comportamientos individuales y causar que se tomen malas decisiones respecto a la salud y, por lo tanto, causar efectos desfavorables. Se ha observado continuamente que los vecindarios minoritarios tienen más cadenas de comida rápida y menos tiendas de alimentos que los vecindarios predominantemente blancos. Estos desiertos alimentarios afectan la capacidad de una familia de tener acceso fácil a alimentos nutritivos para sus niños. Esta falta de alimentos nutritivos se extiende más allá del hogar hacia las escuelas que tienen una variedad de máquinas expendedoras y ofrecen alimentos demasiado procesados. Estas condiciones ambientales tienen consecuencias sociales y, por primera vez en la historia de los EE. UU., se proyecta que la generación actual va a vivir una vida más corta que sus predecesoras.
Además, los vecindarios minoritarios tienen varios peligros para la salud como consecuencia de vivir cerca de autopistas y fábricas que generan desechos tóxicos, o estructuras y calles por lo general en ruinas. Estas condiciones ambientales crean distintos grados de riesgos para la salud, desde contaminación acústica hasta exposiciones tóxicas carcinogénicas al asbestos y el radón que causan un aumento en las enfermedades crónicas, la morbilidad y la mortalidad.  La calidad del ambiente residencial, como las viviendas dañadas, ha demostrado aumentar el riesgo de efectos adversos en el nacimiento, lo que refleja la salud de una comunidad. Esto ocurre a través de la exposición al plomo en la pintura y la tierra contaminada, además de contaminantes del aire interior, como humo de segunda mano y materia particulada fina. Las condiciones de vivienda pueden crear distintos grados de riesgos para la salud que causan complicaciones en el nacimiento y consecuencias a largo plazo en la población que envejece. Además, los peligros ocupacionales pueden empeorar los efectos negativos de las condiciones de vivienda desfavorables. Se ha notificado que una gran cantidad de minorías trabaja en lugares que tienen niveles más altos de exposición a sustancias químicas, polvo y gases tóxicos. Un ejemplo de esto son los peligros ambientales que los trabajadores agrícolas latinos pobres enfrentan en los Estados Unidos. Este grupo está expuesto a niveles altos de materia particulada y pesticidas en el trabajo, lo que ha contribuido a tasas más altas de cáncer, afecciones pulmonares y defectos de nacimiento en sus comunidades.
La segregación racial es otro factor ambiental que ocurre a través de la discriminación de esas organizaciones y perso nas que trabajan con la industria inmobiliaria, tanto en la compraventa como el alquiler de viviendas. Aunque la segregación residencial se observa en todos los grupos minoritarios, las personas de raza negra tienden a ser segregadas independientemente del nivel de ingresos en comparación con las personas latinas y asiáticas. Por lo tanto, la segregación causa que las minorías se agrupen en vecindarios pobres que tienen empleo, atención médica y recursos educativos escasos, lo que está relacionado con tasas más altas de comportamiento criminal. Además, la segregación afecta la salud de los residentes porque el ambiente no es propicio para hacer ejercicio debido a vecindarios inseguros que no tienen establecimientos recreativos ni espacios verdes. La discriminación racial y étnica agrega un elemento adicional al ambiente con el que las personas tienen que interactuar todos los días. Se ha demostrado que las personas que notificaron ser discriminadas presentan un riesgo mayor de hipertensión, además de otros efectos relacionados con el estrés fisiológico. La gran magnitud de factores estresantes ambientales, estructurales y socioeconómicos compromete aún más el bienestar sicológico y físico, lo que causa mala salud y enfermedad.
Las personas que viven en áreas rurales, especialmente áreas rurales pobres, tienen acceso a menos recursos de atención médica. Aunque el 20 por ciento de la población de los EE. UU. vive en áreas rurales, solo el 9 por ciento de los médicos trabajan en entornos rurales. Las personas en estas áreas generalmente deben viajar distancias largas para obtener atención, tienen tiempos de espera largos en los centros médicos o no pueden obtener la atención médica necesaria de forma oportuna. Las áreas rurales caracterizadas por una población hispana grande tienen en promedio 5.3 médicos por cada 10 000 residentes, en comparación con 8.7 médicos por cada 10 000 residentes en áreas no rurales. Las barreras económicas para el acceso, como la falta de seguro médico, también son comunes entre las personas pobres en áreas urbanas.

## Disparidades en el acceso a la atención médica
Las causas de las disparidades en el acceso a la atención médica son varias, pero pueden incluir lo siguiente:
- Falta de una fuente habitual de atención. Sin acceso a una fuente habitual de atención, los pacientes tienen mayores dificultades para obtener atención médica, menos visitas al médico y más dificultad para obtener medicamentos recetados. En comparación con las personas de raza blanca, los grupos minoritarios en los Estados Unidos tienen menor probabilidad de tener un médico al que puedan ir de forma habitual y tienen mayor probabilidad de usar salas de emergencias y centros médicos como su fuente habitual de atención médica.[136] En el Reino Unido, donde hay una convivencia racial más armoniosa, este problema surge por otra razón; desde el 2004, a los médicos generales del NHS no se les ha exigido que atiendan fuera del horario regular para cirugías, lo que causó un aumento significativo de visitas a las salas de emergencias.

- Falta de recursos económicos. Aunque la falta de recursos económicos es una barrera para el acceso a la atención médica de muchas personas en los Estados Unidos, el impacto en el acceso parece ser mayor para las poblaciones minoritarias.[137]

- Barreras legales. El acceso a la atención médica por parte de las minorías inmigrantes de bajos ingresos puede empeorar a causa de barreras legales para los programas de seguro público. Por ejemplo, en los Estados Unidos la ley federal prohíbe que los estados les proporcionen cobertura de Medicaid a los inmigrantes que han estado en el país por menos de cinco años. [6] Otro ejemplo podría ser cuando una persona que no habla inglés visita un centro médico donde la recepcionista no habla el idioma de la persona. Esto se observa en su mayoría en las personas que tienen un dominio del inglés limitado (LEP, por sus siglas en inglés).

- Barreras estructurales. Estas barreras incluyen transporte deficiente, una incapacidad de programar citas rápidamente o en horarios convenientes y pasar una cantidad excesiva de tiempo en la sala de espera; todo esto afecta la capacidad y voluntad de una persona de obtener la atención médica necesaria.[138]

- Escasez de proveedores. En zonas urbanas deprimidas, áreas rurales y comunidades con concentraciones altas de poblaciones minoritarias, el acceso a la atención médica puede ser limitado debido a la escasez de médicos de atención primaria, especialistas y establecimientos de diagnóstico.[139] Esta escasez también se puede extender al personal de laboratorios médicos, donde algunas regiones geográficas han disminuido significativamente el acceso a métodos avanzados de diagnóstico y cuidados patológicos.[140] En el Reino Unido, Monitor (una organización no gubernamental cuasi autónoma [denominada quango en inglés]) tiene la obligación legal de garantizar que existan suficientes provisiones en todas las partes de la nación.

- Sistema de financiamiento de la atención médica. La Academia Nacional de Medicina en los Estados Unidos declara que la fragmentación de la provisión de atención médica y el sistema de financiamiento en los Estados Unidos es una barrera para acceder a la atención. Las minorías raciales y étnicas tienen mayor probabilidad de estar inscritas en planes de seguro médico que establecen límites en los servicios cubiertos y ofrecen una cantidad limitada de proveedores de atención médica.[6]

- Barreras de idioma. Las diferencias de idioma restringen el acceso a la atención médica para las minorías en los Estados Unidos que tienen un dominio del inglés limitado.[141]

- Alfabetización en salud. Aquí es donde los pacientes tienen problemas para obtener, procesar y entender información básica de salud. Por ejemplo, los pacientes con poco entendimiento de una buena salud podrían no saber cuándo es necesario buscar atención médica a causa de ciertos síntomas. Aunque los problemas con la alfabetización en salud no están limitados a los grupos minoritarios, el problema puede ser más pronunciado en estos grupos en comparación con las personas de raza blanca debido a factores socioeconómicos y educativos.[139] Un estudio realizado en Mdantsane, Sudáfrica muestra la relación entre la educación de las madres y las visitas prenatales por embarazo. Cuanta más educación tienen los pacientes, más tienden a usar los servicios de atención médica materna que aquellos con menos antecedentes educativos de las madres.[142]

- Falta de diversidad en la fuerza laboral de atención médica. Una de las causas principales de las disparidades en el acceso a la atención médica son las diferencias culturales entre los proveedores de atención médica predominantemente de raza blanca y los pacientes de minorías. Solo el 4 % de los médicos en los Estados Unidos son afroamericanos, y los hispanos representan solo el 5 %, aunque estos porcentajes son mucho más bajos que la proporción de sus grupos en la población de los Estados Unidos.[6]

- Edad. La edad también puede ser un factor de las disparidades en la salud por una cantidad de razones. Muchas personas mayores en los Estados Unidos tienen ingresos fijos, lo que puede dificultar el pago de gastos de atención médica. Además, podrían enfrentar otras barreras, como deficiencias de movilidad o falta de transporte, lo que hace que acceder a servicios de atención médica sea desafiante físicamente. Además, podrían no tener la oportunidad de acceder a información de salud en línea, ya que menos del 15 % de las personas de más de 65 años en los Estados Unidos tienen acceso a Internet.[143] Esto podría poner a las personas mayores en desventaja en cuanto al acceso a información valiosa sobre su salud y cómo protegerla. Por otro lado, las personas mayores en los Estados Unidos (65 años o más) reciben atención médica a través de Medicare.

- Penalización y falta de investigación de tratamientos de medicina tradicional,[144] y de salud mental.[145] Las enfermedades mentales representan aproximadamente un tercio de las discapacidades en adultos en todo el mundo.[145] Los tratamientos convencionales con medicamentos han dominado la siquiatría por décadas, sin un descubrimiento en la atención médica mental. El acceso a la terapia asistida por sicodélicos y la  despenalizacinón de la silocibina y otros enteógenos son preguntas de justicia en la salud.[146]

### Seguro médico
Una gran parte del sistema de atención médica de los Estados Unidos es el seguro médico. Los tipos principales de seguros médicos en los Estados Unidos incluyen seguro médico financiado por los contribuyentes y seguro médico privado. Financiado a través de impuestos estatales y federales, algunos ejemplos comunes de seguros médicos financiados por los contribuyentes son Medicaid, Medicare y CHIP. El seguro médico privado se ofrece de una variedad de formas e incluye planes como las organizaciones para el mantenimiento de la salud (HMO, por sus siglas en inglés) y las organizaciones de proveedores preferidos (PPO, por sus siglas en inglés). Mientras que el seguro médico hace más asequible a la atención médica en los Estados Unidos, los problemas de acceso junto con problemas adicionales relacionados actúan como barreras para la equidad en la salud.
Hay varios problemas debido a los seguros médicos que afectan la equidad en la salud, los cuales incluyen lo siguiente:
- Alfabetización sanitaria con respecto a los seguros médicos. En estos planes de seguro médico, aspectos comunes del seguro incluyen primas, deducibles, copagos, coseguros, límites de cobertura, proveedores dentro y fuera de la red y autorizaciones previas.[148] Según una encuesta de United Health, solo el 9 % de las personas en los Estados Unidos encuestadas entienden estos términos de seguro médico. Para abordar los problemas para encontrar planes de seguro disponibles y la confusión sobre los componentes de las pólizas de seguro médico, la Ley del Cuidado de Salud a Bajo Precio (ACA, por sus siglas en inglés) estableció Mercados de Seguros Médicos exigidos a nivel estatal, donde las personas pueden investigar y comparar distintos tipos de planes de seguro médico y sus componentes respectivos.[149] Entre el 2014 y el 2020, más de 11.4 millones de personas se han inscrito en un plan de seguro médico a través de un Mercado de Seguros Médicos.[150] Sin embargo, la mayoría de estos mercados se enfocan más en la presentación de los seguros médicos y sus coberturas que en incluir explicaciones detalladas sobre los términos del seguro médico.

- Falta de atención médica universal o cobertura de seguro médico. Según la Oficina de Presupuestos del Congreso (CBO, por sus siglas en inglés), 28.9 millones de personas en los Estados Unidos no tenían seguro en el 2018, y ese número aumentaría a aproximadamente 35 millones de personas para el 2029.[151] Sin seguro médico, los pacientes tienen mayor probabilidad de posponer la atención médica, quedarse sin la atención médica necesaria, sin medicamentos recetados y de que se les niegue el acceso a la atención médica.[152] Los grupos minoritarios en los Estados Unidos tienen tasas más altas de falta de cobertura de seguro que las personas de raza blanca.[153] Este problema no existe en países con sistemas de salud públicos completamente financiados, como es el ejemplo del NHS.

- Cobertura de seguro médico insuficiente o ineficaz. Aunque hay muchas causas por las que las coberturas de seguro médico son insuficientes, una razón común es debido a primas bajas, la cantidad por mes o año que las personas pagan por adelantado por su póliza de seguro y los deducibles altos, la cantidad que el titular de la póliza paga de su bolsillo antes de que el proveedor del seguro pague cualquier gasto.[154] Conforme a la ACA, las personas estaban sujetas a un cargo llamado Pago de responsabilidad compartida, el que ocurría como causa de no comprar seguro médico a pesar de poder pagarlo.[155] Aunque este mandato tenía como meta aumentar las tasas de seguro médico para las personas en los Estados Unidos, también hizo que, para evitar las consecuencias del mandato, muchas personas se inscribieran en planes de seguro relativamente económicos que no proporcionaban una cobertura médica adecuada.[154] De forma similar a las personas que no tienen seguro médico, estas personas con seguro insuficiente también tienen que lidiar con los efectos secundarios que ocurren como resultado de la falta de atención médica.

### Atención dental
En muchos países, la atención dental es menos accesible que otros tipos de atención médica, lo que causa un riesgo mayor de enfermedades orales y sistémicas. En países occidentales, los proveedores de atención dental existen, y los sistemas de atención médica privada y pública generalmente facilitan el acceso. Sin embargo, el acceso sigue siendo limitado para los grupos marginados, como las personas sin hogar, las minorías raciales y las personas que no pueden salir de la casa o tienen una discapacidad. En Europa Central y Oriental, la privatización de la atención dental ha causado una escasez de opciones asequibles para las personas con ingresos bajos. En Europa Oriental, los niños en edad escolar solían tener acceso a través de programas escolares, pero han sido descontinuados. Por lo tanto, muchos niños ya no tienen acceso a atención dental. El acceso a los servicios y la amplitud de estos disminuye considerablemente en regiones en desarrollo. Estos servicios podrían limitarse a atención de emergencia y alivio del dolor, lo que descuida los servicios preventivos o reparadores. Regiones como África, Asia y Latinoamérica no tienen suficientes profesionales de atención dental para satisfacer las necesidades de la población. En África, por ejemplo, solo hay un dentista por cada 150 000 personas, en comparación con los países industrializados que tienen en promedio un dentista por cada 2000 personas.

## Disparidades en la calidad de la atención médica
Las disparidades en la calidad de la atención médica existen y se basan en el idioma, y el grupo étnico y la raza, lo que incluye:

### Problemas de comunicación entre el paciente y el proveedor
La comunicación es fundamental para la atención médica y el tratamiento adecuados y eficaces, independientemente de la raza del paciente, y la mala comunicación puede causar diagnósticos incorrectos, uso inadecuado de medicamentos y falta de atención médica de seguimiento. La relación entre el paciente y el proveedor depende de la capacidad de ambas personas de comunicarse de forma eficaz. Tanto el idioma como la cultura tienen un rol significativo en la comunicación durante una visita médica. Entre la población de pacientes, las minorías enfrentan mayores dificultades para comunicarse con sus médicos. Los pacientes, al ser encuestados, respondieron que el 19 % del tiempo tienen problemas para comunicarse con sus proveedores, lo que incluía entender al médico, sentir que su médico los escuchaba y tener preguntas que no hicieron. En contraste, la población hispana tenía el mayor problema para comunicarse con su proveedor, el 33 % del tiempo.
La comunicación se ha vinculado a los efectos en la salud, a medida que mejora la comunicación, también mejora la satisfacción del paciente, lo que lleva a un mejor cumplimiento y luego a mejores efectos en la salud. La calidad de la atención médica se ve afectada a causa de la incapacidad de comunicarse con los proveedores de atención médica. El idioma tiene un rol decisivo en la comunicación y se deben tomar medidas para garantizar una comunicación excelente entre el paciente y el proveedor. Entre los pacientes en los Estados Unidos con un dominio limitado del inglés, la barrera del idioma es incluso mayor. Menos de la mitad de las personas que no hablan inglés y dicen que necesitan un intérprete durante las visitas médicas notifican tener uno. La falta de intérpretes durante una visita médica empeora la barrera de comunicación. Además, la incapacidad de los proveedores de comunicarse con pacientes con un dominio limitado del inglés lleva a más procedimientos diagnósticos, más procedimientos invasivos y a recetar medicamentos de más. Las barreras del idioma no solo han empeorado la programación de citas, la capacidad de surtir recetas y las comunicaciones claras, sino que también se han relacionado con el empeoramiento de salud, que puede atribuirse a un cumplimiento disminuido y demoras para buscar atención médica, lo que podría afectar específicamente a la salud de los refugiados en los Estados Unidos. Muchos entornos relacionados con la salud proporcionan servicios de interpretación para sus pacientes con un dominio limitado del inglés. Esto ha sido útil cuando los proveedores no hablan el mismo idioma que el paciente. Sin embargo, hay evidencia creciente de que los pacientes necesitan comunicarse con un médico que hable el mismo idioma (no solo un intérprete) para recibir la mejor atención médica, tener una relación con el médico y estar satisfechos con su experiencia de atención.
Tener un paciente y un médico que no hablan el mismo idioma (es decir, un paciente que hable español con un médico que hable inglés) también podría causar mayores gastos médicos y, por lo tanto, costos más altos para la organización. Problemas adicionales de comunicación surgen a causa de la disminución o falta de competencia cultural de los proveedores. Es importante que los proveedores sean conscientes de las creencias y las prácticas de la salud de los pacientes sin juzgar o reaccionar de forma negativa. Entender el punto de vista del paciente sobre la salud y las enfermedades es importante para el diagnóstico y el tratamiento. Por lo tanto, los proveedores necesitan evaluar las creencias y las prácticas de la salud de los pacientes para mejorar la calidad de la atención médica. Las decisiones sobre la salud del paciente pueden verse influenciadas por creencias religiosas, falta de confianza en la medicina occidental, y roles familiares y jerárquicos, todo de lo que puede no estar familiarizado un proveedor de atención médica de raza blanca.  Otros tipos de problemas de comunicación se ven en la atención médica de las personas LGBT con la actitud heterosexista (consciente o inconsciente) hacia los pacientes LGBT, falta de comprensión de problemas, como no tener sexo con hombres (lesbianas, exámenes ginecológicos) y otros problemas.

### Discriminación por parte de los proveedores
La discriminación por parte de los proveedores ocurre cuando un proveedor de atención médica, de forma consciente o inconsciente, trata a ciertos pacientes ciertas razas o grupos étnicos de forma distinta que otros pacientes. Esto puede ser debido a estereotipos que podrían tener los proveedores respecto a grupos étnicos o raciales. Un estudio publicado en marzo del 2000 en Social Science & Medicine indica que es más probable que los médicos atribuyan estereotipos raciales negativos a sus pacientes de grupos minoritarios. Esto podría ocurrir independientemente de su educación, ingresos y características personales. Puede haber dos tipos de estereotipos, estereotipos automáticos o estereotipos modificados por metas. El estereotipo automatizado es aquel que se activa automáticamente e influye en el criterio y los comportamientos fuera de la consciencia. El estereotipo modificado por metas es un proceso más consciente que se hace cuando surgen necesidades específicas del médico (límites de tiempo, completar brechas de información necesaria) para tomar decisiones complejas. Los médicos no son conscientes de sus sesgos implícitos.
Algunas investigaciones indican que, en comparación con las personas de raza blanca, es menos probable que las personas de minorías étnicas reciban un trasplante de riñón una vez que se hagan diálisis o que reciban medicamentos para el dolor para fracturas de hueso. Los críticos cuestionan esta investigación y dicen que hacen falta más estudios para determinar cómo los médicos y los pacientes toman sus decisiones de tratamiento. Otros dicen que ciertas enfermedades se conglomeran por grupo étnico y que la toma de decisiones médicas no siempre refleja estas diferencias.

### Falta de atención médica preventiva
Según el Informe Nacional de Disparidades en la Atención Médica del 2009, las personas en los Estados Unidos sin seguro médico tenían menor probabilidad de recibir servicios preventivos de atención médica. Por ejemplo, las personas de minorías habitualmente no se hacen pruebas de detección de cáncer de colon y la tasa de mortalidad para esta enfermedad ha aumentado entre las poblaciones afroamericanas e hispanas. Además, los pacientes con un dominio limitado del inglés también tienen menor probabilidad de recibir servicios de atención médica preventiva, como mamografías. Los estudios han mostrado que el uso de intérpretes profesionales ha disminuido significativamente las disparidades en la tasa de pruebas de sangre oculta en heces, la vacunación contra la influenza y las pruebas de Papanicoláu. En el Reino Unido, Public Health England, un servicio universal gratuito en el punto de uso, que forma parte del NHS, ofrece pruebas de detección habituales para todos los miembros de la población que se considere que forman parte de un grupo en riesgo (como personas mayores de 45 años) para enfermedades graves (como cáncer de colon o retinopatía diabética).

## Planes para lograr la equidad en la salud [editar]
Hay una gran cantidad de estrategias para lograr la equidad en la salud y disminuir las disparidades destacadas en textos académicos; algunos ejemplos incluyen:
- Defensa. La defensa de la equidad en la salud ha sido identificada como un medio clave para la promoción de cambios de políticas favorables.[176] EuroHealthNet realizó una revisión sistemática de la literatura científica académica y gris. Encontró, entre otras cosas, que ciertos tipos de evidencia podrían ser más persuasivos en los esfuerzos de defensa, que las prácticas asociadas a la transferencia y la traducción de conocimientos pueden aumentar la comprensión de los conocimientos, que hay muchos defensores potenciales distintos y objetivos de defensa, y que los esfuerzos de defensa deben adaptarse al contexto y el objetivo.[177] Como resultado de su trabajo, produjo un kit de herramientas en línea de defensa de la equidad en la salud.[178]

- Incentivos basados en los proveedores para mejorar la atención médica de las poblaciones étnicas. Una fuente de inequidad en la salud surge del tratamiento desigual de los pacientes que no son de raza blanca en comparación con los que sí lo son. Crear incentivos basados en los proveedores para generar una mayor igualdad en el tratamiento de los pacientes de raza blanca y no blanca es una de las soluciones propuestas para eliminar el sesgo de los proveedores.[179] Estos incentivos generalmente son económicos debido a su eficacia para influenciar el comportamiento de los médicos.

- Usar medicina basada en la evidencia (MBE). La medicina basada en la evidencia (MBE) parece ser prometedora para disminuir el sesgo de los proveedores de atención médica y, a su vez, promover la equidad en la salud.[180] En teoría, la MBE puede disminuir las disparidades, sin embargo, otra investigación sugiere que en su lugar podría empeorarlas. Algunas deficiencias citadas incluyen la falta de flexibilidad médica de la MBE para tomar decisiones y sus orígenes como una medida estrictamente impulsada por costos.[181]

- Aumentar la concientización. La medida más citada para mejorar la equidad en la salud se relaciona con aumentar la concientización pública. La falta de concientización pública es una razón clave por la cual no ha habido logros significativos para disminuir las disparidades en la salud en poblaciones étnicas y minoritarias. Una mayor concientización pública causaría una mayor concientización del Congreso, una mayor disponibilidad de datos sobre la disparidad y mayor investigación sobre el problema de disparidades en la salud.

- Marco de evaluación de gradientes. La base de evidencia que define cuáles políticas e intervenciones son más eficaces para disminuir las desigualdades en la salud es muy deficiente. Por lo tanto, es importante que se evalúen de forma más adecuada las políticas e intervenciones que buscan influir en la inequidad en la salud. El marco de evaluación de gradientes (GEF, por sus siglas en inglés) es una herramienta de política orientada a la acción que puede aplicarse para evaluar si las políticas contribuirán a una mayor equidad en la salud entre los niños y sus familias.

- El marco AIM. En un estudio piloto, los investigadores examinaron el rol de AIM (capacidad, incentivos y comentarios de la gerencia, por sus siglas en inglés) en la disminución de la disparidad en la atención médica al momento de detectar úlceras por presión de los residentes afroamericanos y caucásicos. Los resultados mostraron que mientras el programa fue implementado, proveer (1) capacitaciones para aumentar la capacidad, (2) incentivos monetarios para aumentar la motivación y (3) comentarios de la gerencia para mejorar la responsabilidad causó una disminución exitosa de las úlceras por presión. Específicamente, la brecha en la detección entre los dos grupos disminuyó. Los investigadores sugirieron repeticiones adicionales de mayor duración para evaluar la eficacia del marco AIM.

- Monitorear las acciones sobre los determinantes sociales de la salud. En el 2017, citando la necesidad de responsabilidad de las promesas hechas por los países en la Declaración Política de Río sobre Determinantes Sociales de la Salud, la Organización Mundial de la Salud y el Fondo de las Naciones Unidas para la Infancia hicieron un llamado para el monitoreo de intervenciones intersectoriales sobre los determinantes sociales de la salud que mejoran la equidad en la salud.[182]

- Cambiar la distribución de los servicios de salud. Los servicios de salud tienen un papel significativo en la equidad en la salud. Las inequidades en la salud surgen de una falta de acceso a la atención médica debido a un nivel económico deficiente y una interacción entre otros determinantes sociales de la salud. La mayoría de los servicios de salud de alta calidad se distribuyen entre las personas ricas de la sociedad, lo cual deja a las personas pobres con opciones limitadas. Para cambiar esto y avanzar hacia el logro de la equidad en la salud, es fundamental que la atención médica aumente en áreas o vecindarios que tengan familias y personas con situaciones socioeconómicas deficientes.[32]

- Priorizar el tratamiento entre las personas pobres. Debido a los desafíos que surgen de acceder a la atención médica en un nivel socioeconómico deficiente, muchas enfermedades y lesiones no se tratan o no reciben suficiente tratamiento. Promover el tratamiento como una prioridad entre las personas pobres les proporcionará los recursos que necesitan para lograr una buena salud, porque la salud es un derecho humano fundamental.[1][32]

- Implementar el pluralismo médico. Las diferencias extremas que son la base de los enfoques de la medicina urbana y alternativa destacan la necesidad de un sistema que represente la dualidad de las poblaciones que se proponen servir. La medicina urbana generalmente cree que los avances tecnológicos son la mejor forma de ayudar a tratar una enfermedad ya que permiten un método más "sofisticado" de atención médica; la medicina alternativa es más tradicional ya que depende solo de remedios a base de hierbas o naturales y cree que las instituciones complejas de atención médica urbana no son adecuadas para satisfacer las necesidades de las personas. Por eso, el pluralismo médico es una táctica flexible que es más eficaz para las comunidades que incluyen personas indígenas y poblaciones rurales y urbanas mezcladas.[183] El pluralismo médico reconoce las necesidades de una variedad de personas y es un paso más cerca hacia la equidad en la salud. El pluralismo médico "evita los extremos" de los enfoques más actuales de suministro de atención médica y proporciona una perspectiva de punto medio para resolver los problemas de salud que no se resuelven solo con servicios de salud urbanos o rurales.[184] Al practicar la medicina integral, los problemas de salud crónicos y no resueltos se tratan mejor al usar los enfoques tecnológicos y filosóficos de ambos modelos de atención médica. Con la meta de aceptar ambas técnicas médicas, el pluralismo médico está siendo considerado actualmente en naciones con comunidades diversas; se manifiesta en la práctica de medicina integral, la cual es una ejecución deliberada de ese enfoque. Actualmente hay esfuerzos en curso para implementar este modelo dual de suministro de atención médica a nivel regional en naciones con comunidades muy diversas, como es el caso de muchos países latinoamericanos, como Ecuador, que tienen una gran población indígena. Se dice que el proceso de implementar un sistema de atención médica integral con éxito tiene seis pasos principales que presentan distintos desafíos. Las directrices de Guito et al. para cada paso describe al primero como una "integración imperceptible" y al último como una "integración total".[185]

- La inteligencia artificial (IA) puede ser útil para identificar y mejorar los problemas de las disparidades en la salud. Una revisión preliminar de la literatura científica halló que es importante comunicarse con distintas comunidades mientras las aplicaciones de la salud de IA se desarrollan y también se revisan con base en distintos sesgos que se identifican más adelante en este trabajo.[186]

- Tratado pandémico. Los Estados miembro de la OMS hicieron a la equidad en la salud el principio central de la convención u otro instrumento internacional en negociación.[187]

### La visión del G20 para una atención médica accesible y asequible
En un paso  hacia el logro de la atención médica universal, el G20, bajo su iniciativa de Hospital Modelo de Atención Médica Asequible, se asoció con el Gobierno de Andhra Pradesh para lanzar una instalación de 100 camas en Srikakulam, con el apoyo del Plan Aarogyasri.  Altera las creencias tradicionales de que la atención médica de alta calidad es un lujo reservado solo para las grandes ciudades. En cambio, enfatiza la visión de que la atención de calidad es accesible para todos, independientemente de si viven en ciudades bulliciosas o pueblos tranquilos.

## Desigualdades en la salud
La desigualdad en la salud es el término usado en distintos países para referirse a aquellas instancias en las cuales la salud de dos grupos demográficos (no necesariamente grupos étnicos o raciales) es distinta a pesar de tener un acceso comparativo a servicios de atención médica. Ejemplos incluyen tasas más altas de morbilidad y mortalidad de aquellos en clases ocupacionales más bajas que aquellos en clases ocupacionales más altas, y la probabilidad aumentada de que las personas de minorías étnicas sean diagnosticadas con un trastorno de salud mental. En Canadá, el problema se puso en conocimiento del público con el Informe LaLonde.
En el Reino Unido, se produjo el Informe Black en 1980 para destacar las desigualdades. El 11 de febrero del 2010, Sir Michael Marmot, un epidemiólogo de la University College London, publicó el informe Fair Society, Healthy Lives (Sociedad justa, vidas saludables) sobre la relación entre la salud y la pobreza. Marmot describió sus hallazgos como la ilustración de un "gradiente social de la salud": la expectativa de vida para las personas más pobres es siete años más corta que la de personas más ricas, y las personas pobres tienen mayor probabilidad de tener una discapacidad. En su informe sobre este estudio, The Economist sostuvo que las causas materiales de esta desigualdad en la salud contextual incluyen estilos de vida no saludables: el tabaquismo sigue siendo más común y la obesidad está aumentando más rápido entre las personas pobres en Gran Bretaña.
En junio del 2018, la Comisión Europea lanzó la Acción conjunta para la equidad en la salud en Europa. Cuarenta y nueve participantes de 25 Estados miembro de la Unión Europea trabajarán en conjunto para abordar las desigualdades en la salud y los determinantes sociales de la salud subyacentes en toda Europa. Bajo la coordinación del Insntituto de Salud Pública de Italia, la acción conjunta tiene como meta lograr una mayor equidad en la salud en Europa en todos los grupos sociales y a la vez disminuir la heterogeneidad entre los países para resolver las inequidades en la salud.

## Mala salud y desigualdad económica
Los efectos en la salud desfavorables parecen ser un efecto de la desigualdad económica en una población. Las naciones y regiones con mayor desigualdad económica muestran efectos más desfavorables en la expectativa de vida, la salud mental, el abuso de drogas, la obesidad, el desempeño escolar, las tasas de nacimientos en adolescentes y la mala salud debido a la violencia. A nivel internacional, hay una correlación positiva entre los países desarrollados con alta igualdad económica y la longevidad. Esto no está relacionado con el ingreso promedio per cápita en naciones ricas. Los beneficios económicos solo impactan bastante la expectativa de vida en países donde el ingreso anual promedio es menor a aproximadamente $ 25 000. Los Estados Unidos muestran efectos en la salud excepcionalmente desfavorables para un país desarrollado, a pesar de tener los gastos nacionales de atención médica más altos en el mundo. Los EE. UU. están en el puesto 31 de expectativa de vida. Las personas en los Estados Unidos tienen una expectativa de vida más baja que sus homólogas europeas, incluso cuando se consideran los factores como la raza, los ingresos, la alimentación, el tabaquismo y la educación.
La desigualdad relativa afecta la salud de forma negativa a niveles internacionales, nacionales e institucionales. Los patrones que se ven a nivel internacional se dan entre los estados más y menos iguales económicamente en los Estados Unidos. Los patrones que se ven a nivel internacional se dan entre los estados más y menos iguales económicamente en los Estados Unidos, es decir, los estados más iguales muestran efectos en la salud más deseables. Lo que es importante, la desigualdad puede tener un efecto negativo en la salud en los miembros de instituciones de niveles más bajos. Los estudios de Whitehall I y II observaron las tasas de enfermedades cardiovasculares y otros riesgos para la salud en empleados públicos y hallaron que, incluso cuando se consideraban los factores de estilo de vida, los miembros de niveles más bajos de la institución mostraron una mayor mortalidad y morbilidad en una escala descendiente que sus homólogos en niveles más altos. Los aspectos negativos de la desigualdad se extienden en toda la población. Por ejemplo, cuando se compara a los Estados Unidos (una nación más desigual) con Inglaterra (una nación más igual), los Estados Unidos muestran tasas más altas de diabetes, hipertensión, cáncer, enfermedad pulmonar y enfermedad cardiaca en todos los niveles de ingresos.  Esto también es cierto respecto a la diferencia entre la mortalidad en todas las clases ocupacionales en Suecia, una nación muy igual, en comparación con Inglaterra, una nación más desigual.

## Inequidades en la salud y sesgos en las investigaciones
Las investigaciones para identificar las inequidades en la salud, cómo surgen y qué se puede hacer para abordarlas es fundamental para garantizar la equidad en la salud. Sin embargo, las mismas estructuras sociales excluyentes que contribuyen a inequidades en la salud en la sociedad también influyen a los investigadores y las instituciones de salud pública, quienes las reproducen. En otras palabras, la medicina y las organizaciones de salud pública han evolucionado para satisfacer mejor las necesidades de algunos grupos más que otros. Mientras que hay muchos ejemplos de sesgos en las investigaciones médicas y de salud pública, algunas categorías generales de prácticas excluyentes de investigación incluyen: 1) invisibilidad estructural, enfoques para la recolección, el análisis o la publicación de datos que esconden la contribución potencial de factores sociales a la distribución de riesgos o efectos en la salud. Por ejemplo, limitaciones en las encuestas de salud pública en los Estados Unidos para recolectar datos sobre la raza, los grupos étnicos y la natividad; (2) exclusión institucionalizada, la codificación de estructuras sociales excluyentes en prácticas e instrumentos de investigación y en modelos científicos, que causa un sesgo inherente en favor del grupo normativo. Por ejemplo, la definición de un ser humano como un hombre de 80 kg en toxicología; (3) presunciones no examinadas, normas culturales y sesgo inconsciente que pueden afectar todos los aspectos de la investigación. En otras palabras, asumir que la perspectiva y comprensión de los investigadores es objetiva y compartida universalmente. Por ejemplo, la falta de equivalencias conceptuales en instrumentos de encuestas en múltiples idiomas.

## Disparidades en la salud y genómicas
Las aplicaciones genómicas siguen aumentando en aplicaciones clínicas y médicas. Históricamente, los resultados de estudios no incluyen comunidades y razas subrepresentadas. La pregunta de quién se beneficia de la genómica financiada públicamente es una consideración de salud pública importante, y se necesitará atención para garantizar que la implementación de la medicina genómica no empeore las preocupaciones de equidad social. Actualmente, el Instituto Nacional de Investigación del Genoma Humano  cuenta con un Grupo de Interés sobre las Disparidades en la Salud y Genómicas para resolver los problemas de accesibilidad y aplicación de la medicina genómica en comunidades que normalmente no se representan. El director del Grupo de Interés sobre las Disparidades en la Salud y Genómicas, Vence L. Bonham Jr.[SCA(2] , lidera un equipo que busca cualificar y comprender mejor las disparidades y disminuir la brecha en el acceso a consejería genética, la inclusión de comunidades minoritarias en investigaciones originales y el acceso a la información genética para mejorar la salud.

## Consulte también
- Justicia ambiental
- Racismo ambiental
- Movimiento por la justicia alimentaria

- Salud LGBT

- Desigualdad en la enfermedad
- Salud pública
- Determinantes sociales de la salud